# Simon Terrède
Simon Pierre Antoine Terrède est un homme politique français né à Jouarre le 26 avril 1743 et décédé le 18 novembre 1792 à Paris.
Médecin à Laigle, il est député de l'Orne de 1791 à 1792. Il est ensuite juge de paix à Laigle.